# Voltron
Voltron: Defender of the Universe är en amerikansk-japansk animerad TV-serie, som skapades av World Events Productions och Toei Animation, och ursprungligen sändes i syndikering under perioden 10 september 1984-18 november 1985. Serien blev snabbt väldigt populär.
Serien handlar om ett gäng rymdäventyrare som styr den gigantiska roboten "Voltron".

## Reboot
2016 hade Voltron – Den legendariska beskyddaren, producerad av Dreamworks Animation premiär på Netflix.

### Fotnoter
1. ↑  Koppel, Niko (22 juni 2014). ”Peter Keefe, Creator of Cartoon ‘Voltron,’ Dies at 57”. The New York Times. http://www.nytimes.com/2010/06/11/arts/design/11keefe.html. Läst 11 juni 2010.